# 한석봉증유여장서첩
한석봉증류여장서첩(韓石峯贈柳汝章書帖)은 한호 석봉(1543∼1605)이 류여장에게 써준 서첩이다. 1991년 7월 12일 대한민국의 보물 제1078호로 지정되었다.
앞쪽에 칠언시 한 수가 쓰여있고, 이어 등왕각서.추풍사.춘야연도리원서라는 세 편의 글이 쓰여있으며, 말미에 다섯 사람의 명단이 쓰여있다. 세 편의 글 가운데 마지막 글의 말미에는 "12월 동짓날 류여장이 남쪽으로 돌아감에 석봉 호가 서학의 집에서 이를 써서 보내주다“라고 쓰여있다. 석봉은 조선 중기의 서예가 한호의 호이며, 여장은 풍산 류씨 류기의 자이다. 류기는 낭천현감을 지낸 인물로 조선 중기의 문신이자 학자인 류운룡의 둘째아들이자 서애 류성룡의 조카이기도 하며 약봉 김극일의 사위이다.
세 편의 글은 모두 인생의 즐거움과 무상함을 읊은 것들이다. 이 가운데 등왕각서는 671년 당나라 염백 여가 홍주목이 되어 등왕각에 손님들을 초청하여 연회를 베풀었다. 흥이 한창 오르자 손님들에게 글을 청했으나 아무도 선뜻 응하지 않았는데, 마침 어린 나이로 부친을 따라 참석한 왕발이 즉석에서 지어 좌중을 경탄케 한 글이다. 등왕각은 당나라 고조의 아들 이원영이 세운 누각으로 강서성 남창부 신건현에 위치하며 경관이 수려하다.

## 개요
이 서첩은 선조 29년(1596)에 당시 명필가인 한호 석봉(1543∼1605)이 친구 몇 사람과 베푼 연회석에서 이 글을 써서 기증한 것이다.
3편으로 수록된 이 서첩에는 왕발의「등왕각서(騰王閣序)」, 한무제의 「추풍사(秋風辭)」, 이백의 「춘야연도리원서(春夜宴桃李園序)」등 3편으로 모두가 연회석에서 즉흥으로 쓰여진 작품들이다. 한석봉은 이 서첩에서『등왕각서』라는 원래 제목 앞에 ‘추일연(秋日宴)’이라는 세 글자를 붙여 「추일연등왕각서」라 하여 보다 계절적인 감흥을 나타내고 있다.
이처럼 한석봉은 짧은 인생을 즐겁게 살아가는 방편을 제시해 준 시구만을 뽑아 이 서첩에 담은 것이다. 서첩 첫 장에는 작은 글씨로 주인 풍산 류씨라는 소장자의 글씨가 한쪽에 쓰여있어 서첩은 류씨가문에 의해 보관되어 왔던 것으로 보인다. 그리고 서첩끝에는 당시 평소 어울려 지내던 친구들의 연회석에 참여한 명단이 기록되어 있다.
이 세 편의 시첩을 통해 한석봉과 그의 친한 이들과의 우정과 아울러 당시 임진왜란 직후 혼란한 시기에 사대부 사이에 팽배한 인생에 대한 무상함을 절실히 느끼게 하는 것으로, 당시 시대상을 실감하게 하는 자료이다.

## 같이 보기
- 한석봉

## 참고 자료
- 한석봉증유여장서첩 - 국가유산청 국가유산포털

 본 문서에는 서울특별시에서 지식공유 프로젝트를 통해 퍼블릭 도메인으로 공개한 저작물을 기초로 작성된 내용이 포함되어 있습니다.